# Luiz de Orleans e Bragança
Titres
Prétendant au trône du Brésil
(branche de Vassouras)
5 juillet 1981 – 15 juillet 2022
(41 ans et 10 jours)
Héritier du trône du Brésil
6 juin 1938 – 5 juillet 1981
(43 ans et 29 jours)
Signature
Luiz de Orleans e Bragança ou Louis-Gaston d'Orléans-Bragance, né le 6 juin 1938 à Mandelieu-la-Napoule (Alpes-Maritimes, France) et mort le 15 juillet 2022 à São Paulo (Brésil), est le chef de la maison impériale du Brésil de 1981 jusqu'à sa mort en 2022. Il était connu sous le nom de « Dom Luiz, le Très Fidèle » (portugais : Dom Luiz, O Fidelíssimo).
Il succède à son père, dom Pedro Henrique (1909-1981), il est l'arrière-petit-fils de la princesse Isabelle du Brésil et l'arrière-arrière-petit-fils de l'empereur Pedro II.
La branche de Vassouras, à laquelle Luiz appartient, revendique le trône en opposition à la branche de Petrópolis des Orléans-Bragance, dirigée par Pedro Carlos de
Orleans e Bragança. Bien que Luiz et Pedro Carlos soient des arrière-petits-enfants de la princesse Isabel (fille de Pierre II), de la maison de Bragance, ils se sont disputé le leadership sur la famille impériale brésilienne en raison d'un différend dynastique concernant leurs pères, qui étaient cousins.

## Famille
Luiz de Orleans e Bragança voit le jour le 6 juin 1938, à Mandelieu-la-Napoule, dans les Alpes-Maritimes, en France, pays où sa famille est installée depuis la fin du XIXe siècle. Il est le fils aîné et le premier des douze enfants de Pedro Henrique de Orleans e Bragança (1909-1981), qui porte le titre de courtoisie de prince impérial du Brésil, et de son épouse Marie-Élisabeth de Bavière (1914-2011).
Luiz est baptisé à la chapelle de Mas Saint-Louis, à Mandelieu, et reçoit comme marraine sa grand-mère paternelle Marie-Pie de Bourbon-Siciles (1878-1973) et comme parrain son oncle maternel, le prince Louis de Bavière (1913-2008). Lors de sa confirmation, son parrain est le juriste Alcebíades Delamare (1888-1951). Par son père, il est l'arrière-petit-fils d'Isabelle de Bragance, princesse impériale et plusieurs fois régente du Brésil, tandis que, par sa mère, il est l’arrière-petit-fils du roi Louis III de Bavière (1845-1921).,.
Luiz de Orleans e Bragança demeure célibataire et sans enfant. Son héritier est son deuxième frère, le prince impérial Bertand (né en 1941), car le premier, Eudes (1939-2020), a renoncé jadis à ses droits au trône pour épouser une roturière, selon la logique propre à la branche de Vassouras.

## Biographie

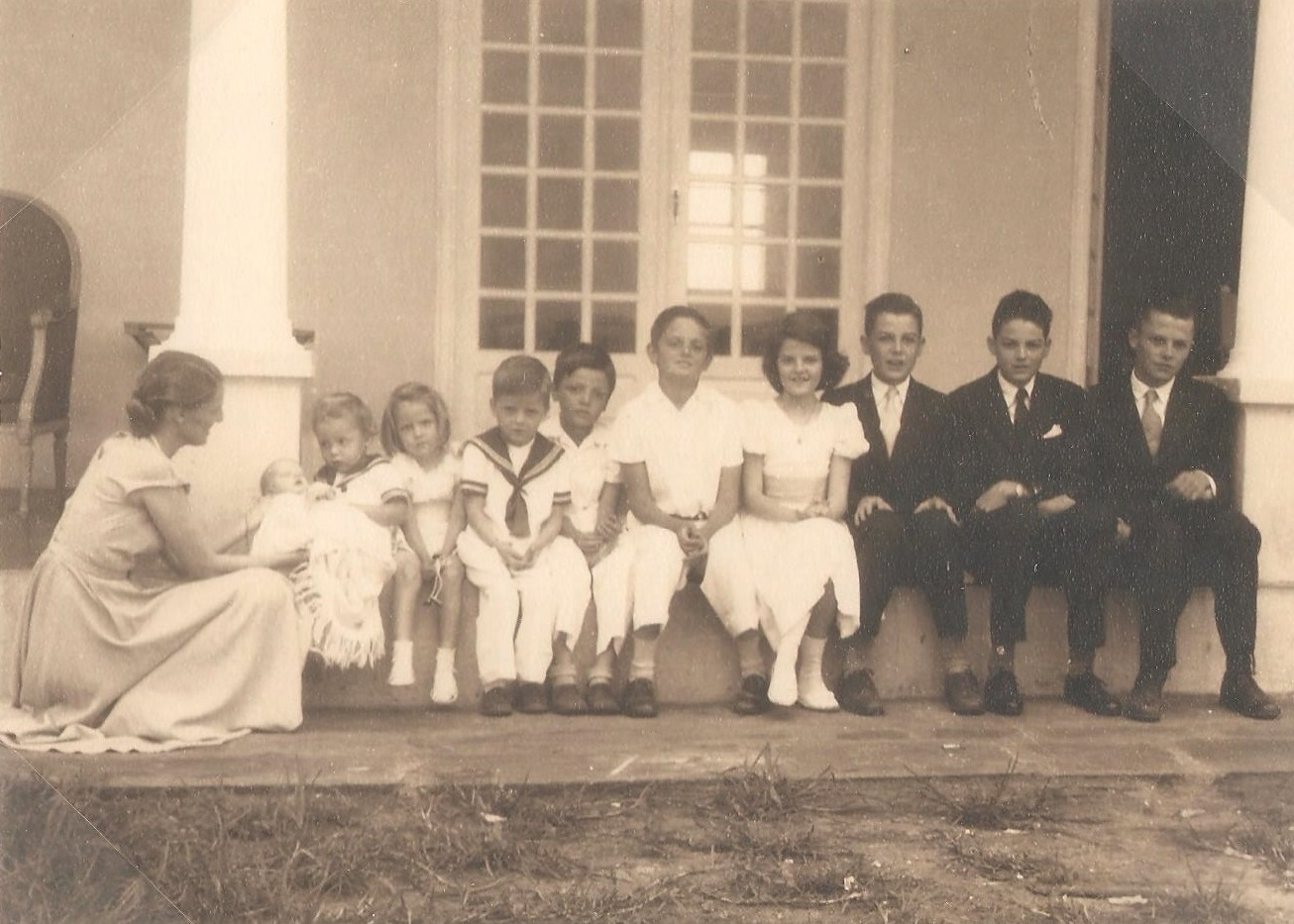
Marie-Élisabeth de Bavière et ses dix premiers enfants en 1957.

### Formation
La famille d'Orléans-Bragance demeure en France et traverse finalement la Seconde Guerre mondiale indemne. Luiz découvre le Brésil en 1945. Il suit d'abord ses études dans des institutions catholiques, comme le collège jésuite Saint-Ignace (Santo Inácio) de Rio de Janeiro.
En 1957, il retourne en Europe et s'établit d'abord à Paris, pour y étudier les sciences politiques et sociales et afin d'améliorer sa connaissance du français et d'autres langues étrangères (l'allemand, qu'il parle couramment, l'espagnol, l'italien et l'anglais, qu'il comprend). À partir de 1962, il suit des cours de chimie à l'Université de Munich, dont il est diplômé comme ingénieur chimiste en 1967,,.
De retour au Brésil en 1967, il prend la direction du secrétariat de son père, situé à cette époque à Vassouras.

### Prétendant au trône
À la mort de son père, en 1981, Luiz de Orleans e Bragança lui succède en qualité de prétendant à l'ancien trône du Brésil. Il visite régulièrement les principales villes de son pays et participe à de nombreuses manifestations culturelles et sociales avec ses frères, Bertrand et Antônio.
Luiz et son frère Bertrand conduisent ainsi la campagne de la branche de Vassouras en faveur de la restauration monarchique, lors du référendum du 21 avril 1993. Le résultat de la consultation populaire est un échec pour les monarchistes puisque 86,6 % des 67 010 409 électeurs se sont déclarés en faveur du régime républicain.
Les monarchistes brésiliens étaient et restent divisés entre partisans de la branche cadette, dite de Vassouras, et partisans de la branche aînée, dite de Petrópolis. Le conflit entre les deux branches n'est pas seulement dynastique mais aussi politique : João d'Orléans-Bragance, de la branche de Petrópolis, souligne dans une interview en 2017 que Luiz de Orleans e Bragança et son frère puîné et héritier Bertrand « sont liés à une institution de droite » et « sont hors de toute posture acceptée pour une famille royale ». On leur reproche, écrit le journaliste Stéphane Bern, « d'appartenir à l'organisation d'extrême droite TFP — Tradition, famille, propriété ». João Henrique lui, se veut au-dessus des partis et a déjà refusé d'entrer au gouvernement.

### Loisirs et centres d'intérêt
Outre la lecture, essentiellement d'ouvrages historiques et de sociologie, le prince pratique, dans sa jeunesse, l'équitation et la chasse. Durant ses dernières années, il nourrit une passion pour la photographie, le révélant sous un jour artistique, à l'instar de sa famille. Amateur de musique classique, ses goûts le portent vers la musique baroque, particulièrement lorsqu'elle est composée par des musiciens brésiliens.

### Mort, hommage et funérailles
Luiz de Orleans e Bragança, qui souffrait de la poliomyélite contractée durant son enfance était sujet à des difficultés de mobilité. Il connaît une série de problèmes de santé dans les années 2010. Sa famille annonce le 10 juin 2022 qu'il avait été admis à l'hôpital Santa Catarina de São Paulo. Le 8 juillet suivant, après avoir été hospitalisé pendant plusieurs jours, y compris aux soins intensifs, l'état de santé du prince est sans espoir.
Le prince Luiz de Orleans e Bragança meurt à São Paulo, le 15 juillet 2022, à l'âge de 84 ans,.
Par décret, dans lequel le prince est mentionné comme « chef de la maison impériale du Brésil », le président Jair Bolsonaro et le ministre des relations extérieures, Carlos Alberto França, annoncent une journée de deuil national au Brésil,.
Ses funérailles ont lieu à l'Instituto Plinio Corrêa de Oliveira, dans le quartier d'Higienópolis à São Paulo, où le corps du défunt est exposé les 16 juillet et 17 juillet. Le 18 juillet, après une messe dite en la paroisse de Santa Terezinha, le prince est inhumé au cimetière Consolação.
Le deuil est conduit par les trois princes Bertrand, Antônio et Raphaël. Parmi l'assistance aux obsèques, figurent d'autres membres de la famille du défunt, ainsi que des membres du Gotha, tels le prince Gundakar de Liechtenstein, le prince Casimir de Bourbon-Siciles, son épouse Marie-Christine de Savoie-Aoste et trois de leurs enfants.

## Titulature et décorations

### Titulature
Les titres portés par les membres de la maison d'Orléans-Bragance n'ont aucune existence juridique au Brésil et sont considérés comme des titres de courtoisie accordés par le prétendant au trône :
- 6 juin 1938 - 5 juillet 1981 : Son Altesse Impériale et Royale le prince impérial du Brésil, prince d'Orléans-Bragance[18]
- 5 juillet 1981 - 15 juillet 2022 : Son Altesse Impériale et Royale le prince et chef de la maison impériale du Brésil, prince d'Orléans-Bragance[18]

### Honneurs
Luiz de Orleans e Bragança est le grand-maître des ordres de sa maison :
- Grand-maître de l'ordre de la Croix du Sud (maison d'Orléans et Bragance, 5 juillet 1981)[18]
- Grand-maître de l'ordre de Pierre Ier (maison d'Orléans et Bragance, 5 juillet 1981)[18],[19],[20]
- Grand-maître de l'ordre de la Rose (maison d'Orléans et Bragance, 5 juillet 1981)[18],[19]
- Grand-maître de l'ordre du Christ (maison d'Orléans et Bragance, 5 juillet 1981)[18],[20]
- Grand-maître de l'ordre impérial de Saint-Jacques de l'Épée (maison d'Orléans et Bragance, 5 juillet 1981)[18],[20]
- Grand-maître de l'ordre de Saint-Benoît d'Aviz (maison d'Orléans et Bragance, 5 juillet 1981)[18],[20]
- Grand-maître et fondateur de la médaille impériale du Brésil pour le Mérite civique et culturel (maison d'Orléans et Bragance, 7 octobre 2011)[18]
- Chevalier de l'ordre de Saint-Hubert (maison de Bavière)[8]
- Bailli Grand-croix de justice de l'ordre sacré et militaire constantinien de Saint-Georges (maison de Bourbon-Siciles)[18],[20]
- Grand-croix de l'ordre de l'Immaculée Conception de Vila Viçosa (maison de Bragance, 16 février 2000)[21],[18]
- Bailli Grand-croix d'honneur et de dévotion de l'ordre souverain de Malte (décembre 2002)[18],[20]
- Chevalier de l'ordre équestre du Saint-Sépulcre de Jérusalem (Saint-Siège)

## Ascendance
|  |                                         |  |  |  |  |  |  |  |  |  |  |  |  |
|  | 8. Gaston d'Orléans                     |  |  |  |  |  |  |  |  |  |  |  |  |
|  |                                         |  |  |  |  |  |  |  |  |  |  |  |  |
|  |                                         |  |  |  |  |  |  |  |  |  |  |  |  |
|  | 4. Louis d'Orléans-Bragance             |  |  |  |  |  |  |  |  |  |  |  |  |
|  |                                         |  |  |  |  |  |  |  |  |  |  |  |  |
|  |                                         |  |  |  |  |  |  |  |  |  |  |  |  |
|  | 9. Isabelle du Brésil                   |  |  |  |  |  |  |  |  |  |  |  |  |
|  |                                         |  |  |  |  |  |  |  |  |  |  |  |  |
|  |                                         |  |  |  |  |  |  |  |  |  |  |  |  |
|  | 2. Pedro Henrique d'Orléans-Bragance    |  |  |  |  |  |  |  |  |  |  |  |  |
|  |                                         |  |  |  |  |  |  |  |  |  |  |  |  |
|  |                                         |  |  |  |  |  |  |  |  |  |  |  |  |
|  | 10. Alphonse de Bourbon-Siciles         |  |  |  |  |  |  |  |  |  |  |  |  |
|  |                                         |  |  |  |  |  |  |  |  |  |  |  |  |
|  |                                         |  |  |  |  |  |  |  |  |  |  |  |  |
|  | 5. Marie-Pie de Bourbon-Siciles         |  |  |  |  |  |  |  |  |  |  |  |  |
|  |                                         |  |  |  |  |  |  |  |  |  |  |  |  |
|  |                                         |  |  |  |  |  |  |  |  |  |  |  |  |
|  | 11. Marie-Antoinette de Bourbon-Siciles |  |  |  |  |  |  |  |  |  |  |  |  |
|  |                                         |  |  |  |  |  |  |  |  |  |  |  |  |
|  |                                         |  |  |  |  |  |  |  |  |  |  |  |  |
|  | 1. Luiz d'Orléans-Bragance              |  |  |  |  |  |  |  |  |  |  |  |  |
|  |                                         |  |  |  |  |  |  |  |  |  |  |  |  |
|  |                                         |  |  |  |  |  |  |  |  |  |  |  |  |
|  | 12. Louis III de Bavière                |  |  |  |  |  |  |  |  |  |  |  |  |
|  |                                         |  |  |  |  |  |  |  |  |  |  |  |  |
|  |                                         |  |  |  |  |  |  |  |  |  |  |  |  |
|  | 6. François de Bavière                  |  |  |  |  |  |  |  |  |  |  |  |  |
|  |                                         |  |  |  |  |  |  |  |  |  |  |  |  |
|  |                                         |  |  |  |  |  |  |  |  |  |  |  |  |
|  | 13. Marie-Thérèse de Modène             |  |  |  |  |  |  |  |  |  |  |  |  |
|  |                                         |  |  |  |  |  |  |  |  |  |  |  |  |
|  |                                         |  |  |  |  |  |  |  |  |  |  |  |  |
|  | 3. Marie-Élisabeth de Bavière           |  |  |  |  |  |  |  |  |  |  |  |  |
|  |                                         |  |  |  |  |  |  |  |  |  |  |  |  |
|  |                                         |  |  |  |  |  |  |  |  |  |  |  |  |
|  | 14. Charles-Alfred 12e duc de Croÿ      |  |  |  |  |  |  |  |  |  |  |  |  |
|  |                                         |  |  |  |  |  |  |  |  |  |  |  |  |
|  |                                         |  |  |  |  |  |  |  |  |  |  |  |  |
|  | 7. Isabelle-Antoinette de Croÿ          |  |  |  |  |  |  |  |  |  |  |  |  |
|  |                                         |  |  |  |  |  |  |  |  |  |  |  |  |
|  |                                         |  |  |  |  |  |  |  |  |  |  |  |  |
|  | 15. Ludmilla d'Arenberg                 |  |  |  |  |  |  |  |  |  |  |  |  |
|  |                                         |  |  |  |  |  |  |  |  |  |  |  |  |
|  |                                         |  |  |  |  |  |  |  |  |  |  |  |  |

#### Presse en ligne
- (pt) Regiane Soares, « Príncipe imperial vive "sem luxo nem esplendor" em casa alugada em SP » dans Folha Online du 04/03/2008.

#### Organisations monarchistes
- (pt) Site de la branche cadette de Vassouras de la maison impériale du Brésil (avec une biographie du prétendant)
- (pt) Autre site monarchiste brésilien partisan de la branche de Vassouras
- (pt) Blog Monarquia Já - branche de Vassouras de la maison impériale du Brésil

### Vidéos
- (pt) Interview de Luiz de Orléans e Bragança sur Palavra aberta
- (pt) Casa imperial de hoje